# Careiae
Careiae (en italien Galera) est un site archéologique étrusque situé près de Véies, au nord de Rome, en Italie.

## Situation
Careiae est un ancien village d'Étrurie situé sur la Via Clodia, la première ville au-delà de Véies. La ville est mentionnée par Frontin et apparait dans la table de Peutinger. Elle correspond au village abandonné de Galera, à environ 25 km de Rome.